# Atleti indipendenti ai Giochi olimpici
Gli atleti indipendenti ai Giochi olimpici sono delegazioni di atleti che partecipano ai Giochi olimpici non facenti parte di alcuna delegazione nazionale, a causa ad esempio di assenza del comitato olimpico nel proprio paese o per situazioni di guerra o di transizione politica che rendono impossibile l'attività del comitato olimpico nazionale.

## Storia
Questa delegazione ha avuto diversi nomi:
- Atleti Olimpici Indipendenti
- Partecipanti Olimpici Indipendenti per una rappresentanza all'Olimpiade di Barcellona 1992, degli atleti provenienti da quei paesi della (ormai ex) Repubblica Socialista Federale di Jugoslavia sostanzialmente ancora in guerra o il cui comitato olimpico nazionale non fosse stato ancora riconosciuto dal CIO;
- Atleti Olimpici Individuali ai Giochi di Sydney 2000 per una rappresentanza di atleti di Timor Est, paese la cui indipendenza era in corso di definizione.

Situazione particolare fu quella dei Giochi olimpici invernali del 2014. Prima dell'inizio dei Giochi, il CIO aveva sospeso il Comitato Olimpico Indiano per alcune inadempienze ai precetti della Carta Olimpica e come misura di protezione a causa delle ingerenze fatte dal governo indiano nel processo di elezione dei membri del comitato nazionale. Per questa ragione gli atleti capaci di guadagnare la qualificazione ai Giochi di Soči avrebbero partecipato sotto la bandiera olimpica e con la denominazione "Partecipanti Olimpici Indipendenti", non potendo partecipare con i colori dell'India. Tuttavia l'11 febbraio, per la prima volta nella storia dei Giochi, il CIO ha revocato la sospensione, permettendo così agli atleti indiani di gareggiare per la propria nazione e di sfilare sotto la bandiera indiana durante la cerimonia di chiusura.
La dizione "Atleti Olimpici Indipendenti" è stata utilizzata per i giochi olimpici del 2012 e del 2016:
- Atleti Olimpici Indipendenti ai Giochi della XXX Olimpiade - rappresentanza formata degli atleti delle ex Antille Olandesi e da un atleta del Sudan del Sud;
- Atleti Olimpici Indipendenti ai Giochi della XXXI Olimpiade - rappresentanza formata degli atleti del Kuwait.

## Riepilogo
| Nome della delegazione             | Paesi o delegazioni rappresentate  | Giochi olimpici estivi | Giochi olimpici invernali |
| ---------------------------------- | ---------------------------------- | ---------------------- | ------------------------- |
| Partecipanti Olimpici Indipendenti | Ex-Jugoslavia                      | 1992                   |                           |
| Partecipanti Olimpici Indipendenti | India                              |                        | 2014                      |
| Atleti Olimpici Individuali        | Timor Est                          | 2000                   |                           |
| Atleti Olimpici Indipendenti       | Ex-Antille Olandesi, Sudan del Sud | 2012                   |                           |
| Atleti Olimpici Indipendenti       | Kuwait                             | 2016                   |                           |
| Atleti Olimpici Rifugiati          | Rifugiati                          | 2016, 2020, 2024       |                           |
| Atleti Olimpici dalla Russia       | Russia                             |                        | 2018                      |
| Comitato Olimpico Russo            | Russia                             | 2020                   | 2022                      |
| Atleti Individuali Neutrali        | Russia e Bielorussia               | 2024                   |                           |